# Avontuur in Berunka
Avontuur in Berunka is een  stripverhaal uit de reeks van Jerom.

## Locaties
- Morotari-burcht, Berunka[1], huis van tante Sidonia

## Personages
- Jerom, professor Barabas, tante Sidonia, Odilon, president Arthur en andere leden van Morotari, prinses Karol, koning, bevolking van Berunka, leden vuurbrigade

## Het verhaal
Er komen twee mannen langs bij het huis van tante Sidonia, ze willen dat ze de leden van Morotari oproept. Tante Sidonia neemt contact op met professor Barabas en de mannen krijgen toestemming de raad toe te spreken. Ze vragen hulp, omdat boeken zijn verboden in het land waar ze vandaan komen. Ze vertellen dat dit plotseling is ingevoerd, vlak nadat de prinses ziek was geworden. Alle boeken worden op last van de koning verbrand door de vuurbrigade. Jerom en Odilon vertrekken op de motor en tante Sidonia en professor Barabas volgen hen. In Berunka aangekomen, zoeken de vrienden contact met de boekenclub, ze hebben boekenpersen verstopt en printen pamfletten om de bevolking op te roepen stiekem boeken te bewaren en te lezen. 
De boekenclub wordt ontdekt door de vuurbrigade en op tv wordt een opsporingsbericht getoond. Jerom besluit naar de koning te gaan en kan een vrachtwagen te pakken krijgen. Twee leden van de boekenclub vermommen zich als leden van de vuurbrigade en de groep doet alsof de leden van Morotari gevangen zijn. Ze worden echter ontdekt als ze het kasteel willen binnengaan. Het lukt toch om bij de prinses te komen en ze vertelt dat ze een recept uit een sprookjesboek heeft gemaakt, maar daar ziek van werd. Haar vader werd erg ongerust en verbood alle boeken. Sindsdien is de prinses niet meer vrolijk. Jerom geeft haar een album van Ons Volkske en de prinses gaat lachen. De koning komt binnen en is erg blij dat zijn dochter eindelijk weer vrolijk is. Hij heft het verbod op boeken op en er wordt een boekenbal gegeven om dit te vieren. 